# Novo Xingu
Novo Xingu es un municipio brasilero del estado de Rio Grande do Sul. 

## Geografía
Es un municipio que forma parte de la Microrregión de Frederico Westphalen. Su población estimada en 2004 era de 1.794 habitantes.